# Język mariri
Język mariri (a. mairiri) – język austronezyjski używany w prowincji Moluki w Indonezji, w jednej wsi na wyspie Mairi w grupie wysp Aru. Według danych z 2011 roku posługuje się nim 280 osób. Jest blisko spokrewniony z językiem batuley.